# Groupe de NGC 5653
Le groupe de NGC 5653 comprend au moins quinze galaxies situées dans la constellation du Bouvier. La distance moyenne entre ce groupe et la Voie lactée est d'environ 61,0 Mpc (∼199 millions d'al). 

## Membres
Le tableau ci-dessous liste les quinze galaxies du groupe indiquées dans l'article de A.M. Garcia paru en 1993.
| Nom                 | Class.      | Type                 | α (J2000.0)   | δ (J2000.0) | Vitesse radiale (km/s) | m    | Distance (Mpc) | Diamètre (kal) |
| ------------------- | ----------- | -------------------- | ------------- | ----------- | ---------------------- | ---- | -------------- | -------------- |
| NGC 5629            | S0          | Lenticulaire         | 14h 28m 16.4s | 25° 50′ 56″ | 4443 ± 15              | 12,1 | 68,4 ± 4,8     | 118            |
| NGC 5635            | S pec       | Spirale              | 14h 28m 31.7s | 27° 24′ 32″ | 4316 ± 6               | 12,6 | 66,5 ± 4,7     | 194            |
| NGC 5639            | Scd?        | Spirale              | 14h 28m 46.5s | 30° 24′ 47″ | 3558 ± 4               | 13,5 | 55,2 ± 3,9     | 69             |
| NGC 5641            | (R)SB(rs)ab | Spirale barrée       | 14h 29m 16.6s | 28° 49′ 19″ | 4317 ± 2               | 12,5 | 66,5 ± 4,7     | 154            |
| NGC 5642            | E           | Elliptique           | 14h 29m 13.5s | 30° 01′ 35″ | 4306 ± 21              | 12,6 | 66,2 ± 4,7     | 108            |
| NGC 5653            | (R')SA(rs)b | Spirale              | 14h 30m 10.4s | 31° 12′ 56″ | 3567 ± 1               | 12,2 | 55,3 ± 3,9     | 88             |
| NGC 5657            | SBb?        | Spirale barrée       | 14h 30m 43.6s | 29° 10′ 51″ | 3906 ± 9               | 13,3 | 60,4 ± 4,2     | 116            |
| NGC 5659            | Sb          | Spirale              | 14h 31m 06.1s | 25° 21′ 18″ | 4493 ± 3               | 13,9 | 69,2 ± 4,9     | 115            |
| NGC 5672            | Sb?         | Spirale              | 14h 32m 38.3s | 31° 40′ 13″ | 3710 ± 13              | 13,5 | 54,7 ± 3,8     | 38             |
| NGC 5709 = NGC 5703 | SBa         | Spirale barrée       | 14h 38m 50.0s | 30° 26′ 33″ | 3729 ± 4               | 13,6 | 57,6 ± 4,0     | 85             |
| NGC 5735            | SB(rs)bc    | Spirale barrée       | 14h 42m 33.2s | 28° 43′ 35″ | 3720 ± 2               | 12,3 | 57,4 ± 4,0     | 155            |
| IC 4397             | S?          | Spirale              | 14h 17m 58.7s | 26° 24′ 45″ | 4420 ± 6               | 13,2 | 68,3 ± 4,8     | 120            |
| UGC 9253            | Sbc         | Spirale              | 14h 26m 58.5s | 31° 31′ 01″ | 3923 ± 2               | 14,2 | 60,6 ± 4,2     | 92             |
| UGC 9268            | Sm?         | Spirale magellanique | 14h 27m 39.5s | 32° 08′ 23″ | 3452 ± 9               | 15,0 | 53,6 ± 3,8     | 74             |
| UGC 9302            | Sm?         | Spirale magellanique | 14h 29m 09.8s | 31° 47′ 55″ | 3514 ± 2               | 15,1 | 54,5 ± 3,8     | 65             |

Le site DeepskyLog permet de trouver aisément les constellations des galaxies mentionnées dans ce tableau ou si elles ne s'y trouvent pas, l'outil du site constellation permet de le faire à l'aide des coordonnées de la galaxie. Sauf indication contraire, les données proviennent du site NASA/IPAC.